# Dave Gorsuch
Scott David Gorsuch, detto Dave (Climax, 22 settembre 1938 – Vail, 26 giugno 2021), è stato uno sciatore alpino statunitense.

## Biografia

### Carriera sciistica
Sciatore polivalente, Dave Gorsuch debuttò in campo internazionale in occasione della Roch Cup 1957 (Aspen, 22-24 febbraio), dove si classificò 5º nella discesa libera, 5º nello slalom gigante, 14º nello slalom speciale e 4º nella combinata, e l'anno dopo ai Mondiali di Badgastein 1958 (2-9 febbraio), sua prima presenza iridata, si piazzò 16º nella discesa libera e 23º nello slalom gigante; nel 1959 fu 3º nello slalom speciale della Harriman Cup (Sun Valley, 27 febbraio-1 marzo) e 2º nello slalom gigante della Roch Cup (Aspen, 6-8 marzo).
Agli VIII Giochi olimpici invernali di Squaw Valley 1960 (19-27 febbraio), sua unica presenza olimpica nonché congedo iridato, si classificò 14º sia nella discesa libera sia nello slalom gigante; gareggiò anche nel circuito universitario nordamericano (NCAA), rappresentando la Western Colorado University e vincendo il titolo di discesa libera nel 1963, quando si piazzò anche 2º nello slalom speciale e nella combinata. Si ritirò in occasione del Bud Werner Memorial 1964 (Sugar Bowl, 24-26 aprile).

### Altre attività
Dopo il ritiro divenne imprenditore nel settore delle attrezzature sportive invernali prima a Gunnison poi a Vail, dove fu tra i fondatori del locale sci club e partecipò a numerose iniziative imprenditoriali e filantropiche; era marito di Renie Cox, a sua volta sciatrice alpina.

## Palmares

### Campionati statunitensi
- 5 medaglie (dati parziali):
  - 2 ori (discesa libera, combinata nel 1962[8][9])
  - 3 argenti (slalom gigante nel 1957[10]; slalom gigante nel 1959[4]; slalom speciale nel 1962[8])

## Riconoscimenti
- Colorado Snowsports Hall of Fame (2002)[5][7]
- Colorado Business Hall of Fame (2012)[5][7]
- U.S. Ski and Snowboard Hall of Fame (2021)[7]